# 佐土原町石崎
佐土原町石崎（さどわらちょういしざき）は、宮崎県宮崎市の地名。佐土原地域自治区に属している。郵便番号は880-0213。住居表示未実施地域。

## 地理
宮崎市の北東部に位置する。2006年に佐土原町下那珂の一部で区画整理が実施され、佐土原町石崎となった。1-3丁目が行われるが住居表示実施は行われていない。

## 歴史
- 2006年：佐土原町下那珂の一部から佐土原町石崎1-3丁目が誕生する。

## 世帯数と人口
2023年（令和5年）4月1日現在の世帯数と人口は以下の通りである。
| 町丁              | 世帯数  | 人口  |
| ----------------- | ------- | ----- |
| 佐土原町石崎1丁目 | 80世帯  | 207人 |
| 佐土原町石崎2丁目 | 172世帯 | 413人 |
| 佐土原町石崎3丁目 | 116世帯 | 243人 |

## 小・中学校の学区
市立小・中学校に通う場合、学区は以下の通りとなる。
| 町名                | 小学校             | 中学校             |
| ------------------- | ------------------ | ------------------ |
| 佐土原町石崎1-3丁目 | 宮崎市立広瀬小学校 | 宮崎市立広瀬中学校 |

## 交通

### 鉄道

#### 路線
JR日豊本線が通過する。

### バス
宮交グループの運営するバスが営業している。